# S/2001 (107) 1
S/2001 (107) 1 é um satélite natural do asteroide 107 Camila que está localizado no cinturão principal de asteroides.

## Descoberta
Égide foi descoberta no dia 1 de março de 2001 por A. Storrs, F. Vilas, R. Landis, E. Wells, C. Woods, B. Zellner e M. Gaffey através do Telescópio Espacial Hubble.

## Características físicas
Este corpo celeste tem um diâmetro com cerca de 9 ± 1 km, e orbita Camila a uma distância de 1235 ± 16 km em 3,710 ± 0,001 dias, o mesmo possui uma excentricidade orbital de 0,006 ± 0,002 e tem uma inclinação de 3 ± 1°.